# 国鉄クモヤ91形電車
クモヤ91形は、日本国有鉄道（国鉄）が72系電車の改造により導入した事業用電車（職用車）の1形式である。クモヤ90形をベースに交直流電車の牽引や交流電化区間での制御車としての運用を可能とした牽引車として、1967年に4両が改造された。

## 概要
車両基地での電車の入換や工場入出場時の伴車として用いられる牽引車は、直流型電車との併結用として1966年より72系電車を改造したクモヤ90形が導入されていた。これに加えて交直流電車との併結を可能とするため、1967年度にクモヤ91形としてクモヤ91000 - 003の4両が改造された。

## 構造
車体はクモヤ90形0番台・50番台と同様に72系の車体を改造した両運転台構造であるが、屋根上に検電アンテナが設置されている。ブレーキの「新旧切換装置」も設置され、直流区間では新性能・旧性能電車のどちらとも制御電動車として運転可能である。交流電化区間では制御車としての運用が可能となっている。

## 運用
交直流電車が配置されるようになった向日町運転所に全4両が配置された。1987年の国鉄分割民営化ではクモヤ91001・002の2両が西日本旅客鉄道（JR西日本）に継承されたが、1999年に廃車となった。
クモヤ91形の置き換えでは新性能電車101系を改造したクモヤ145形が導入され、交流区間で制御車として運転可能なグループとしては200番台が、後にクモヤ145形0番台改造の50番台が登場している。